# Samantha Sacramento
Samantha Sacramento es una abogada y parlamentaria de Gibraltar, miembro del Partido Socialista Laborista de Gibraltar (GSLP). Antes de su regreso al Peñon de Gibraltar, formaba parte del equipo jurídico de la Comisión para la Igualdad Racial en Cardiff. En diciembre de 2011, fue nombrada ministra de la Igualdad y Servicios Sociales por el ministro jefe, Fabian Picardo.